# Cantón de Ayen
El cantón de Ayen era una división administrativa francesa, que estaba situada en el departamento de Corrèze y la región de Limusín.

## Composición
El cantón estaba formado por once comunas:
- Ayen
- Brignac-la-Plaine
- Louignac
- Objat
- Perpezac-le-Blanc
- Saint-Aulaire
- Saint-Cyprien
- Saint-Robert
- Segonzac
- Vars-sur-Roseix
- Yssandon

## Supresión del cantón de Ayen
En aplicación del Decreto nº 2014-228 de 24 de febrero de 2014, el cantón de Ayen fue suprimido el 22 de marzo de 2015 y sus 11 comunas pasaron a formar parte del nuevo cantón de Yssandonais.